# جیردخان (یولاخ)
جیردخان (به لاتین: Cırdaxan) منطقه‌ای مسکونی در جمهوری آذربایجان است که در شهرستان یولاخ واقع شده است. جیردخان ۴۵۵ نفر جمعیت دارد.